# Julien Mertine
Julien Mertine, né le 25 juin 1988 à Saint-Germain-en-Laye, est un escrimeur français, formé et licencié au Cercle d'Escrime de Rueil-Malmaison, spécialiste du fleuret. Il remporte le titre par équipes lors des Jeux olympiques 2020 à Tokyo. Il est champion d'Europe par équipe à Bâle en 2024 et remporte la même année la médaille de bronze par équipe lors des Jeux olympiques 2024 à Paris.

## Carrière

### Débuts
Julien Mertine commence l'escrime à l'âge de cinq ans au club de Mantes-la-Jolie avec son père et maître d'armes Philippe Mertine qui a formé entre autres le champion du monde par équipe 2005 à Leipzig Victor Sintes. Il intègre à l'age de douze ans en 2000 le club de Rueil-Malmaison où évolue son père en tant que maître d'armes.
Il rejoint en 2006 à l'âge de dix-huit ans le pôle espoir du CREPS de Châtenay-Malabry (Hauts-de-Seine). En 2009, à l'âge de 21 ans, il intègre l'INSEP situé à Vincennes (Val-de-Marne), comme son père auparavant.
Il a été entraîné au sein de l'équipe de France de Fleuret par plusieurs maîtres d'armes dont Franck Boidin (jusqu'en 2016), Emeric Clos et Amir Shabakehsaz, qui ont été aussi d'anciens tireurs de hauts niveaux.

### Saison 2007-2012: Début professionnel
Julien Mertine débute sur le circuit professionnel en remportant la médaille de bronze par équipe aux championnats d'Europe juniors à Prague en 2007 puis aux Championnats du monde juniors en 2008 à Acireale (Italie). Au niveau national, il termine troisième du Circuit N1 Fleuret Junior à Mennecy en 2008. Il remporte le Challenge Revenu organisé par le cercle d'escrime de Melun en 2011 et termine deuxième en 2007, 2010 et 2012. Il termine aussi deuxième en 2009 et troisième en 2010 à l'Euro fleuret de Valence.
En 2011, le Challenge International de Paris fut sa première compétition internationale avec l'équipe de France, dans lequel la France termine à la cinquième place. 117e au classement mondial, Julien remporte la même saison le 29 juin 2012 la Coupe du monde de la Havane après avoir battu l'Italien Giorgio Avola en finale.

### Saison 2012-2013: Entrée dans le Top 20 mondial, un titre remporté
Julien Mertine monte sur le podium en remportant une médaille de bronze à la Coupe du monde de Séoul et au Grand Prix de Tokyo, mais cède au premier tour face au Biélorusse Siarhei Byk lors des Championnats d'Europe d'escrime 2013 qui se sont tenus à Zagreb du 16 au 21 juin. Dans l'épreuve par équipes, la France est battue par la Grande-Bretagne au premier tour. Aux Championnats du monde d'escrime 2013 qui se sont tenus à Budapest du 5 au 12 août, Julien bat le Britannique Richard Kruse au premier tour mais est ensuite battu par le Sud-Coréen Heo Jun. Il est remplacé dans l'épreuve par équipe par Enzo Lefort. Au niveau national il remporte l'Euro fleuret de Valence le 18 novembre 2012 mais aussi le Challenge revenu de Melun le 7 avril 2013. Il termine la saison internationale à la 19e place et affirme sa place parmi l'élite mondiale de l'escrime.

### Saison 2013-2014: Deux titres remportés en individuel et par équipe

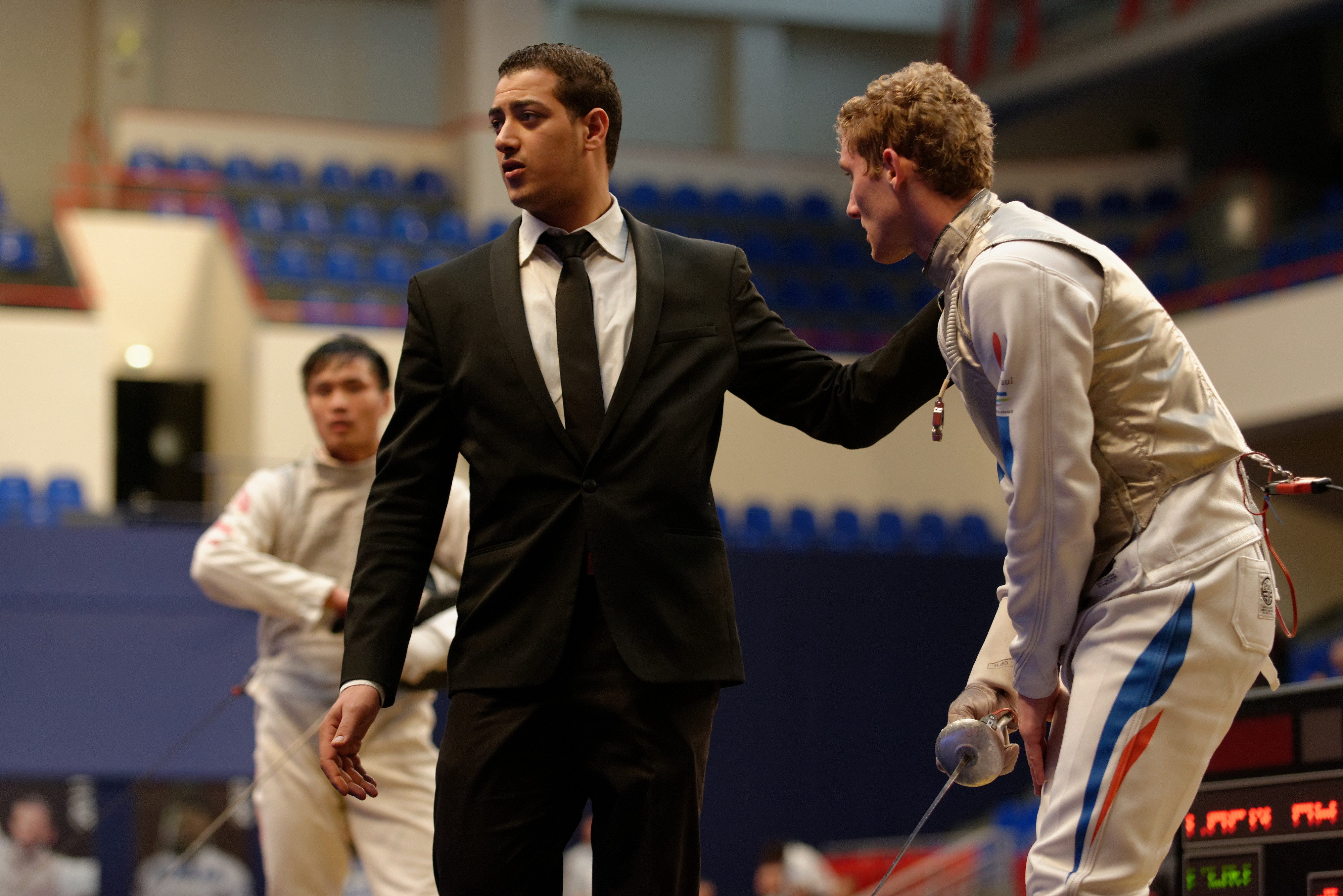
Julien Mertine contre Chen Haiwei arbitré par Mohammed Ayoub Ferjani (Tunisie) au Challenge International de Paris en 2014

Aux Championnats d'Europe d'escrime 2014 qui se déroulent à Strasbourg du 5 au 12 juin, il perd 15/14 en huitièmes de finale contre le Tchèque Alexander Choupenitch
Dans l'épreuve par équipes, la France a battu la République tchèque en quart de finale (45/27), la Russie en demi-finale (45/35) avant de s'imposer face à l'Italie (45/41), permettant à Julien de remporter sa première médaille d'or dans un événement majeur. Aux Championnats du monde d'Escrime 2014 qui se déroulent à Kazan du 15 au 23 juillet, il a été battu 15-13 dans le tableau préliminaire de 64 par l'Israélien Tomer Or après avoir mené 13-7. Dans l'épreuve par équipes, la France a battu la Russie en demi-finale et a écrasé la Chine (45/25) pour remporter le titre mondial. Il termine la saison à la 43e place mondiale.

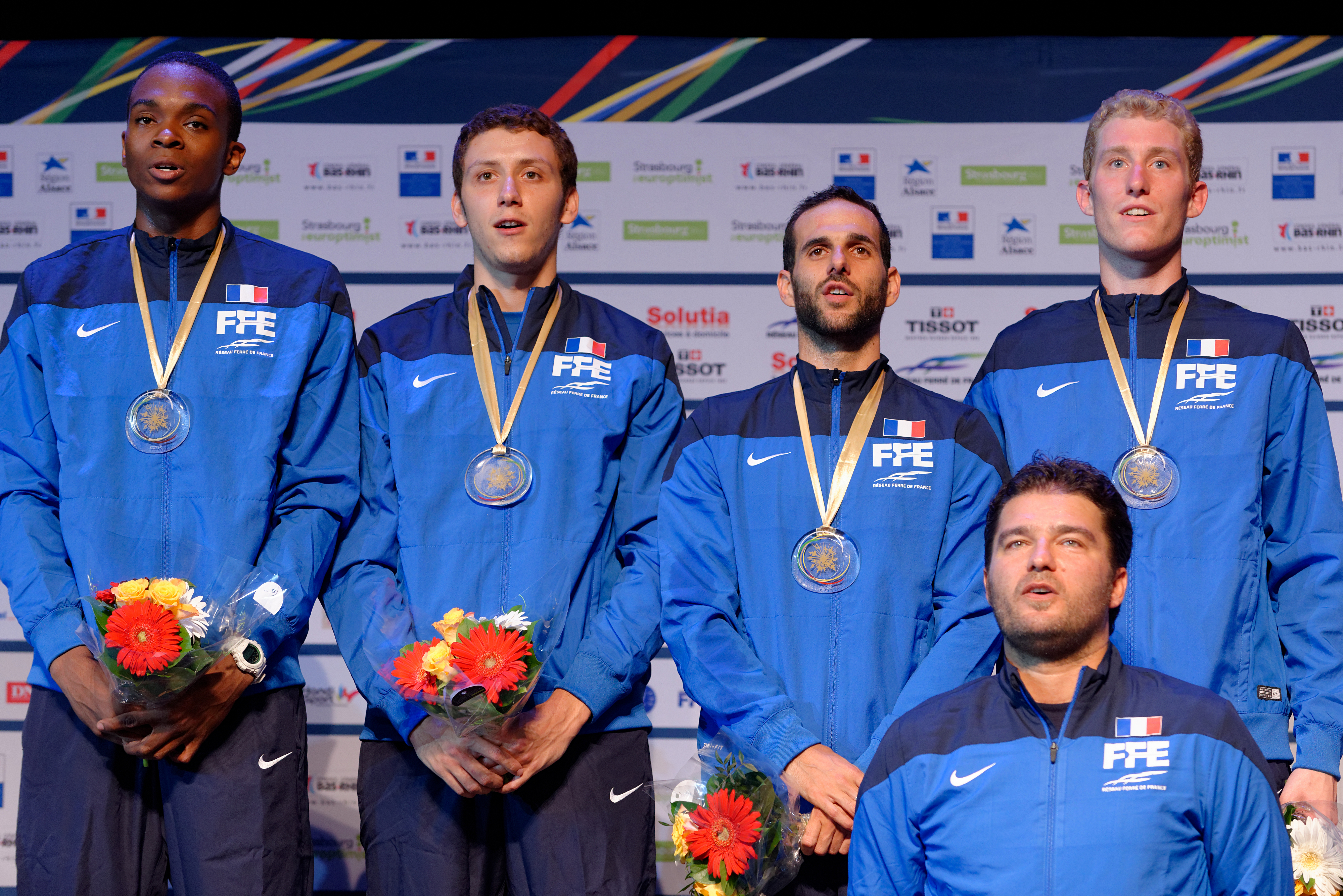
Equipe de France Championnat d'Europe 2014: Enzo Lefort, Vincent Simon ,Erwan Le Péchoux, Julien Mertine accompagnés de leurs maîtres d'armes Franck Boidin

Au niveau national Julien Mertine termine  deuxième à l'Open d'Antony Séniors le 11 janvier 2014 et remporte en individuel le Championnat de France d'escrime 2014 qui se déroule à Muret les 21 et 22 juin après avoir battu successivement Enzo Lefort et Erwann Le Péchoux. Il remporte également la même année le Championnat de France par équipe avec ses coéquipiers Antony Aurey, Vincent Simon et Victor Sintès représentant le Club d'Escrime de Rueil-Malmaison.

### Saison 2014-2015: Un seul titre remporté
Lors de la saison 2014-2015, Julien Mertine remporte la médaille d'or par équipe avec ses coéquipiers Erwann Le Péchoux, Enzo Lefort et Jérémy Cadot lors des Championnats d'Europe d'escrime 2015 à Montreux après avoir battu l'équipe de Russie en finale (45/35). Il termine la saison à la 60e place mondiale.
Au niveau national il termine deuxième du Challenge international de Damestoy organisé par le club d'Escrime de Bordeaux le 1er mars 2015 puis en fin de saison remporte les Championnats de France 2015 N1 en individuel à Marseille le 31 mai 2015.

### Saison 2015-2019: Retour dans le Top 20 mondial quatre titres dont une médaille d'or en individuel
Lors de la saison 2015-2016, Julien remporte pour le club d'Escrime de Rueil-Malmaison  les Championnats de France 2016 par équipe à Bourg-La-Reine avec ses coéquipiers Antony Aurey, Vincent Simon et Victor Sintès. Au niveau national, il termine aussi deuxième du Challenge international de Damestoy de Bordeaux le 21 février 2016.
Lors de la saison 2016-2017, après deux années sans titre international, Julien remporte la médaille de bronze par équipe en battant de nouveau la Russie (45/37) dans le match pour la troisième place lors des Championnats du monde d'escrime 2017 à Leipzig qui se sont tenus du 19 au 26 juillet avec la même équipe qui avait déjà remporté le titre deux ans plus tôt. Il termine cette saison à la 42e place mondiale. Au niveau national, il termine deuxième de l'Euro fleuret de Valence le 20 novembre 2016, troisième du Challenge des Hauts-de-Seine à Bourg-La-Reine le 7 janvier 2017 et il termine troisième en individuel du Championnat de France d'escrime 2017 qui se tient à Nantes les 27 et 28 mai 2017, en s'inclinant de justesse en demi-finale (15/14) face à Maxime Pauty (Issy-les-Moulineaux).
Lors de la saison 2017-2018, Julien Mertine réalise une superbe performance en remportant la médaille de bronze au Challenge International de Paris le 20 janvier 2018 son meilleur résultats à Paris. Pour arriver en finale il élimine notamment l'Américain Miles Chamley Watson (15/11) en 16ème de finale. Cette année la compétition a été remporté par Alessio Foconi (Italie), le podium étant complété par Daniele Garozzo (Italie) et Giorgio Avola (Italie). Julien Mertine termine cette saison à la 41ème place mondiale. Au niveau national il termine deuxième en individuel des Championnats de France d'escrime 2018 à Strasbourg qui s'est tenu les 26 et 27 mai 2018 en battant (15/11) en demi-finale Erwann Le Péchoux (Escrime Pays d'Aix) puis en s'inclinant en finale (15/9) face à Enzo Lefort (Cercle Escrime Melun Val de Seine).
Lors de la saison 2018-2019, Julien réalise une de ses meilleures performances depuis la coupe du monde de la Havane en 2012 en remportant la médaille d'or en individuel lors du Grand Prix d'Anaheim qui s'est tenu du 17 au 19 mars 2019 en battant l'Italien Tommaso Marini (15/11) qui est une figure montante de l'escrime. Pour arriver en finale, il a notamment écarté Andrea Cassara en quart de finale (15/11) qui est 8e mondial et champion du monde en 2011. Le podium étant complété par Tommaso Marini, Alessio Focconi et Cheung Ka Long qui termine à la 3e place.
De plus, au niveau national  il termine deuxième du Challenge international de Damestoy à Bordeaux le 15 décembre 2018.
Il remporte aussi la même saison les Championnats d'Europe d'escrime 2019 qui se tiennent à Düsseldorf du 17 au 22 juin par équipe avec ses coéquipiers Enzo Lefort, Erwann Le Pechoux et Maxime Pauty en battant l'Allemagne à domicile en finale (45/26), un titre qu'ils avaient déjà décrochés deux ans auparavant. Un mois plus tard le 23 juillet 2019 il devient vice Champion du Monde à Budapest par équipe avec ses coéquipiers Erwann Le Péchoux, Enzo Lefort et Maxime Pauty où il s'incline en finale contre les Etats-Unis. Il termine la saison à la 19e place mondial, son meilleur classement depuis 2013.

### Saison 2019-2024: Top 10 mondial et sélectionné pour les Jeux olympiques de Tokyo 2020 et Paris 2024
Lors de la saison 2019-2020, Julien Mertine remporte une épreuve de Coupe du Monde d'escrime en individuel à Bonn qui s'est déroulé du 8 au 10 novembre 2019 pour la troisième fois de sa carrière en s'imposant en finale face à l'Américain Gerek Meinhardt (15/9). Pour accéder à la finale, il a successivement éliminé l'Américain Alexander Massialas (15/11) lui aussi champion du monde par équipe en 16e de finale, Erwann Le Péchoux (15/10) en 8e de finale, Benjamin Kleibrink (15/3) champion olympique en 2008 en quarts de finales et enfin l'Italien Andréa Cassara (15/10) ancien champion olympique et champion du monde en demie finale. Au niveau national il remporte l'Euro Fleuret de Valence le 5 octobre 2019 pour la deuxième fois. Il termine la saison à la 10 eme place mondial, son meilleur classement de sa carrière et fait partit des quatre meilleurs français ce qui le place dans de bonnes positions pour être sélectionné pour les Jeux Olympiques.
Lors de la saison 2021-2022 au niveau national il termine deuxième de l'Open international d'Antony  le 28 novembre 2021 et troisième en individuel lors des Championnats de France d'Escrime 2022 qui se déroule à Antony les 21 et 22 mai 2022. Il ne remporte pas de titre international cette saison et retombe à la 105 éme place mondiale.
En 2021, après de très bons résultats la saison précédente Julien Mertine est sélectionné pour participer aux Jeux olympiques de Tokyo 2020 en individuel et par équipe faisant partie des quatre meilleurs français. Les jeux avaient été décalés d'un an à la suite de la crise sanitaire. Une édition particulière, car elle s'est déroulée sans public. Il termine 24e de l'épreuve individuel mais remporte le 1er août 2021 l'or olympique avec ses coéquipiers de l'équipe de France Enzo Lefort, Erwann Le Péchoux et Maxime Pauty. A la fin des Jeux Olympiques une cérémonie en son honneur est organisé le mardi 31 août 2021 par la ville de Rueil-Malmaison dont il est licencié au club pour présenter sa médaille d'or et partager son expérience olympique. Il sera par la suite décoré de la légion d'honneur avec ses coéquipiers en équipe de France et tous les médaillés olympiques des Jeux Olympiques de Tokyo 2020 par le Président de la République Française Emmanuel Macron lors d'une cérémonie au Palais de l'Elysée le 13 septembre 2021,.
Lors de la saison 2022-2023, au niveau international il termine deuxième au Challenge International de Paris par équipe le 16 janvier 2022 avec ses coéquipiers Maxime Pauty , Alexandre Sido et Enzo Lefort en s'inclinant face à l'Italie en demi-finale. Les Etats-Unis terminent à la trosième place. Ensuite il termine deuxième de la Coupe du monde de Plovdiv par équipe le 1er mai 2022 avec ses coéquipiers Pierre Loisel , Alexandre Sido et Enzo Lefort après avoir battu le Japon de justesse en demi-finale (45-42), il s'incline en finale contre l'Italie (45/28). Les Etats-Unis complètent le podium.
Au niveau national il termine troisième de l'Open Fleuret de Valence le 30 octobre 2022 (compétition qu'il a déjà remporté deux fois en 2012 et 2019) puis remporte en fin de saison le 9 avril 2023 le Challenge revenu de Melun  pour la troisième fois après 2011 et 2013 (dix ans après son dernier titre) après avoir battu Meddy Elice (du club de la Team Fleuret) de justesse en finale (15/14). Après quatre titres dont deux au niveau international il termine la saison à la 46e place mondial.
Lors de la saison 2023-2024 il termine troisième en individuel au Grand Prix de Shanghai le 21 mai 2023 en s'imposant 15/8 face à Cheung Ka Long champion olympique individuel de 2020 et numéro deux mondial. Il s'impose ensuite en quart de finale de justesse 15/14 face à l'américain Miles Chamley Watson mais s'incline en demi finale face à un autre américain Alexander Massialas (15/4). Le podium du grand prix est complété de Alexander Massialias (USA), Francesco Ingagiola (Italie) et Daniel Dosa (Hongrie). C'est le premier podium en individuel pour Julien Mertine depuis la Coupe du monde de Bonn en 2019  qui intervient aux meilleurs des moments juste à quelques mois de la sélection pour les Jeux Olympiques de Paris 2024.
Le 30 mars 2024, après de bons résultats obtenus les mois précédents ,Julien Mertine est de nouveau sélectionné en individuel et par équipe avec ses coéquipiers Enzo Lefort, Maxime Pauty et Maximilien Chastanet pour participer aux Jeux olympiques d'été de Paris. Lors de l'épreuve individuelle, il termine à la 28e place mais remporte la médaille de bronze par équipe avec l'équipe de France, qui sera son dernier podium au niveau international et qui marque aussi la fin d'une longue carrière de presque dix sept ans. Il termine cette saison à la 38 eme place mondiale. A l'occasion des Jeux Olympiques de Paris il a porté la flamme olympique à Chaumont le 29 juin 2024 un mois avant la cérémonie d'ouverture,.
A la fin des jeux Olympiques, le conseil départemental des hauts-de-seine honore ses dix sept médaillé olympiques du département (dont deux paralympiques) le 17 septembre 2024 dont fait partit Julien Mertine et son coéquipier Maxime Pauty qui est licencié au club de Issy les  Moulineaux,. Pour remercier les athlètes une parade des champions a été organisée quelques jours plus tôt sur les champs Elysées le 14 septembre 2024 pour clore les Jeux Olympique de Paris auxquels Julien Mertine et l'ensemble de ses coéquipiers en équipe de France Enzo Lefort, Maxime Pauty et Maximilien Chastanet ont participé,,.

### Saison 2024-2025: Fin de sa carrière internationale
En 2025, Julien Mertine annonce la fin de sa carrière internationale à l'issue de la saison. Il participe à son dernier Challenge International de Paris en individuel après quatorze éditions à l'issue duquel il s'incline en T64 face à Louie Bryce (USA) 15/10 après s'être qualifié directement après les poules lors de la phase de qualification. À la fin du CIP, une cérémonie en son honneur est organisée en présence de sa famille et du président de la Fédération française d'escrime Rémy Delhomme.

## Vie professionnelle
Julien Mertine a obtenu son brevet de maître d'armes en 2007 à l'âge de dix-neuf ans. Il enseigne désormais l'escrime dans son propre club, à Rueil-Malmaison. Le cercle d'escrime d'Orgeval a inauguré une salle d'armes à son nom le 15 juin 2023.

### Vie personnelle
Julien Mertine est issu d'une famille d'escrimeurs. Son père Philippe Mertine était escrimeur et se classa troisième du Championnat de France par équipes Junior de 1983 et intègre ensuite l'équipe de France de fleuret avant d'entamer une carrière de maître d'armes au sein du Cercle d'escrime de Rueil. Son oncle René Mertine est aussi maître d'armes et pratiquant au sein du CER spécialisé dans la pratique de l'épée. Il est marié à Anne Sophie Marpeaux, qui est aussi issue d'une famille d'escrimeurs, avec qui il a deux enfants. Il est membre de l'association ELA qui est une association européenne qui soutient les malades et des parents d'enfants malades souffrant de maladies génétiques rares qui attaquent leur système nerveux central et paralysent petit à petit toutes leurs fonctions vitales: les leucodystrophies.

## Palmarès
Junior:
Championnats d'Europe
- Médaille de bronze en individuel aux Championnats d'Europe de Prague (République tchèque) le 29 octobre 2007

Championnats du Monde
- Médaille de bronze en individuel aux Championnats du Monde d'Aciréale (Italie) en 2008

Championnats de France 
- Médaille de bronze aux Championnats de France par équipe Juniors à Vannes le 4 mai 2008

Sénior:
Jeux olympiques
- Médaille d'or par équipe aux Jeux olympiques d'été de 2020 à Tokyo le 1er août 2021

- Médaille de bronze par équipe aux Jeux olympiques d'été 2024 à Paris le 4 août 2024

Coupe du Monde
- Médaille de bronze en individuel à la Coupe du Monde de Copenhague (Danemark) le 16 janvier 2010

- Médaille d'or en individuel à la Coupe du Monde de la Copa Vila de la Havane (Cuba) le 29 juin 2012

- Médaille de bronze en individuel à la Coupe du Monde de Séoul (Corée du Sud) le 26 avril 2013

- Médaille de bronze en individuel au Challenge International de Paris (France) le 20 janvier 2018

- Médaille d'or en individuel à la Coupe du Monde du Lion de Bonn (Allemagne) le 9 novembre 2019
- Médaille d'argent par équipe à la Coupe du Monde de Paris (France) le 16 janvier 2022
- Médaille d'argent par équipe à la Coupe du Monde de Plovdiv (Bulgarie) le 1er mai 2022

Championnats du Monde
- Médaille d'or par équipe aux Championnats du Monde de Kazan (Russie) le 22 juillet 2014

- Médaille de bronze par équipe aux Championnats du Monde de Leipzig (Allemagne) le 25 juillet 2017

- Médaille d'argent par équipe aux Championnats du Monde de Budapest (Hongrie) le 23 juillet 2019

Championnats d'Europe
- Médaille d'or par équipe aux Championnats d'Europe 2014 à Strasbourg (France) le 13 juin 2014

- Médaille d'or par équipe aux Championnats d'Europe 2015 à Montreux (Suisse) le 10 juin 2015

- Médaille d'or par équipe aux Championnats d'Europe 2017 à Tbilissi (Géorgie) le 14 juin 2017

- Médaille d'or par équipe aux Championnats d'Europe 2019 à Düsseldorf (Allemagne) le 20 juin 2019

- Médaille d'or par équipe aux Championnats d'Europe 2024 à Bâle (Suisse) le 21 juin 2024

Grand Prix
- Médaille de bronze en individuel au Grand Prix de Tokyo (Japon) le 5 avril 2013

- Médaille d'or en individuel au Grand Prix d'Anaheim (États-Unis) le 17 mars 2019
- Médaille de bronze en individuel au Grand Prix de Shanghai (Chine) le 21 mai 2023

Championnat de France
- Médaille d'argent en individuel aux Championnats de France N1 2007 à Nantes le 28 avril 2007
- Médaille de bronze en individuel aux Championnats de France N1 2012 à Nantes le 27 mai 2012
- Médaille d'or en individuel aux Championnats de France N1 2014 à Muret  le 21 juin 2014
- Médaille d'or par équipe aux Championnats de France N1 2014 à Muret  le 22 juin 2014
- Médaille d'or par équipe aux Championnats de France 2015 N1 à Marseilles  le 31 mai 2015
- Médaille de bronze par équipe aux Championnats de France 2016 N1 à Bourg La Reine le 7 mai 2016
- Médaille de bronze en individuel aux Championnats de France N1 2017 à Nantes le 27 mai 2017
- Médaille d'argent en individuel aux Championnats de France N1 2018 à Strasbourg le 26 mai 2018
- Médaille de bronze en individuel aux Championnats de France N1 2022 à Antony le 21 mai 2022

Au niveau National (France)
- Vainqueur au Challenge Revenu à Melun (Seine et Marne) en 2011, 2013 et 2023
- Vainqueur à l'Euro Fleuret de Valence (Drôme) en 2012 et 2019
- 2 ème au Challenge International Damestoy de Bordeaux (Gironde) en 2015, 2016 et 2018
- 2 ème à l'Open Seniors d'Antony (Hauts-de-Seine) en 2014
- 3 ème au Challenge International des Hauts-de-Seine à Bourg-La-Reine (Hauts-de-Seine) en 2017

## Classement FIE en fin de saison
| Année    | 2006 | 2007 | 2008 | 2009 | 2010 | 2011 | 2012 | 2013 | 2014 | 2015 | 2016 | 2017 | 2018 | 2019 | 2020 | 2021 | 2022 | 2023 | 2024 | 2025         |
| -------- | ---- | ---- | ---- | ---- | ---- | ---- | ---- | ---- | ---- | ---- | ---- | ---- | ---- | ---- | ---- | ---- | ---- | ---- | ---- | ------------ |
| Rang FIE | 290  | 6    | 23   | 154  | 59   | 61   | 38   | 19   | 43   | 60   | 60   | 42   | 41   | 19   | 10   | 21   | 105  | 46   | 38   | 45(en cours) |

## Décorations
- Chevalier de la Légion d'honneur (2021)[44]